# Dan Estrin
Dan Estrin (nasceu em 9 de Julho de 1976) é o guitarrista da banda americana Hoobastank. Ele e Doug Robb originalmente fundaram a banda e recrutaram Markku Lappalainen e Chris Hesse. Seu sucesso cresceu após o lançamento de They Sure Don't Make Basketball Shorts Like They Used To. Estrin e Doug Robb ambos foram para a Agoura High School juntamente com os membros do Linkin Park Mike Shinoda, Rob Bourdon, e Brad Delson. Estrin desempenha vários modelos de guitarras PRS.